# Jarlabanke
Jarlabanke fue un poderoso clan familiar de Upland, Suecia, conocido gracias a las 20 piedras rúnicas que muestran su nombre, las piedras rúnicas de Jarlabanke, que mandó grabar Jarlabanke Ingefastsson, un terrateniente que vivió entre los siglos X y XI y tuvo bajo su dominio latifundios en Täby y Vallentuna. Posiblemente era un hersir responsable de la organización de los leidang (levas) locales.
Por las inscripciones se sabe que sus padres se llamaban Ingefast Östensson y Jorun, y que una abuela fue Estrid Sigfastsdotter; un abuelo de Jarlabanke fue Östen, de quien se menciona que murió en Grecia tras una peregrinación a Jerusalén. En todas las estelas aparecen motivos cristianos como cruces y no hay mención alguna sobre tradiciones relacionadas con el paganismo nórdico, lo que manifiesta su confesión cristiana.
Jarlabanke Ingefastsson priorizó la pavimentación de carreteras y construcción de puentes hacia el oeste del distrito de Sollentuna, y al este hacia Roslagen. En los puentes se conservan estelas rúnicas que recuerdan a Jarlabanke y miembros de su familia; estas piedras se recuperaron y se conservan a lo largo de 150 metros de una estructura que lleva su nombre en Täby.
La granja de Jarlabanke estaba localizada en Hagby, probablemente bajo el nivel de la rectoría de la actual Täby. Con el fin de fortalecer su control sobre las áreas al norte, la parte del hundred que estaban en principio fuera de su control, Jarlabanke erigió una plaza para celebrar el thing cerca de la Iglesia de Vallentuna, como se recoge en la piedra rúnica U 212 de Uppland:
«Jarlabanke erigió esta piedra en su nombre, mientras él vivía, y lo hizo de este lugar, y solo, era propietario de todo este hundred.»